# Nassim Amaouche
Nassim Amaouche (Sèvres, 1977) è un regista, sceneggiatore e attore francese di origini algerine.

## Biografia
Nel 2003 dirige il suo primo cortometraggio, intitolato De l'autre côté. Il film viene selezionato in numerosi festival, alla Settimana internazionale della critica di Cannes, e poi Locarno, Venezia, Clermont-Ferrand, e riceve il Premio Regista Emergente del Syndicat Français de la Critique de Cinéma e il Premio Miglior Film al Festival di Tangeri.
Nel 2005 realizza Quelques miettes pour les oiseaux, un documentario girato alla frontiera irachena. Il film viene selezionato alla Mostra del Cinema di Venezia, al Festival di Locarno, al Festival Cinéma du Réel e vince il primo premio del concorso internazionale all'Arcipelago Film Festival.
Nel 2009, il suo primo lungometraggio Adieu Gary vince il premio principale della Settimana della Critica di Cannes.

## Filmografia

### Regista
- De l'autre côté - cortometraggio (2003)
- Quelques miettes pour les oiseaux - cortometraggio (2005)
- Adieu Gary (2009)
- En terrain connu - cortometraggio (2012)
- Des Apaches (2015)

### Attore
- En moi, regia di Laetitia Casta - cortometraggio (2016)